# Picoides arizonae
Picoides arizonae là một loài chim trong họ Picidae.